# Castell de Begís
El castell de Begís es troba a la comarca de l'Alt Palància, al País Valencià, al costat del nucli urbà. En estat de fort deteriorament, és Bé d'Interés Cultural.

## Història
La zona del castell estava ocupada des de l'edat de bronze, com testimonien diverses troballes arqueològiques. Posteriorment, hi va haver un assentament a l'època ibera i romana, de manera que s'han trobat restes de ceràmica d'aquestes cultures (tinalles, estris de cuina, fusaioles...), així com monedes de bronze i un as romà. Del període imperial resta una estela funerària sobre pedra.
Sobre aquesta fortalesa antiga, els àrabs van construir-ne el castell de Biaxaix (Begís), que va ser pres l'any 1228 pels vassalls del senyor d'Albarrasí, Pere Fernández d'Azagra. El 1245, Jaume I dona castell i terres a l'Orde de Calatrava, qui la va posar al cap d'una comanda, que fins i tot tenia vot a les Corts Valencianes. Va passar a la monarquia hispànica amb Carles I d'Espanya, i al segle xix, va pertànyer a l'infant Francesc de Paula.
Va ser pres pel bàndol tradicionalista durant la Primera Guerra Carlista (1833-1840), que es van fer forts al castell fins a ser derrotats pels liberals el 22 de maig de 1840. També hi seria escenari de combats durant la Guerra Civil espanyola.

## El castell
Les successives ocupacions de la fortalesa van fer que fóra reconstruïda en diverses ocasions. La porta d'entrada estava a la part nord, i a dins del recinte hi havia un gran pati i l'edifici, al fons. La base era de maçoneria, argamassa i carreus als angles. Les rondes de muralla, de 1580, van estar cobertes de lloses de gres.
En un segon pati s'establien les cavalleries, les ferreries i els magatzems, en el que actualment és la cisterna. A través d'un tercer pati s'arribava a la fortalesa principal, amb una torre alta i una altra més ampla on hi havia les habitacions nobles (avui en dia és la cova obscura).
Del castell només hi resten alguns aljubs i sitges, així com càmeres buides sota els enderrocs.